# Rogacz (województwo świętokrzyskie)
Rogacz – wieś w Polsce położona w województwie świętokrzyskim, w powiecie sandomierskim, w gminie Klimontów.
| SIMC    | Nazwa          | Rodzaj    |
| ------- | -------------- | --------- |
| 0796252 | Rogacz-Kolonia | część wsi |

W latach 1975–1998 miejscowość administracyjnie należała do województwa tarnobrzeskiego.